# 法国核能

法国地图中运行中的核电站反应堆，按级别分类。

核電自从1980年代早期在法國一直主導著電力生產，今天的電力的很大一部分出口。
化石燃料
核能
水力
其它再生能源

核能发电是法国最大的电力来源，发电量为379.5 TWh （3795 亿千瓦时），占全国总产量537.7 TWh的70.6％，为世界上最高的百分比。
法国电力公司（EDF） - 法国主要的发电和配电公司，负责管理该国58座核电反应堆 。法国电力公司基本上由法国政府所有，约85％的股份在政府手中。
根据财政部企业总局（DGE）的资料，法国核能领域汇集了2500家公司，2015年雇用了将近220,000名员工（直接和间接工作），创造了€500亿欧元的营业额，其中包括€140亿欧元的增加值。 
2017年，法国向邻国出口了38 TWh的电力 。当由于天气非常恶劣而导致需求超过供应量时侯，法国会很少见的情况之下成为电力净进口国。

## 历史
几位著名的法国物理学家一直是国际研究活动的主要贡献者，导致了解原子的核裂变机制，并导致世界各地的民用和军用核计划的发展。亨利·贝可勒尔首先试图找到德国威廉·伦琴在他的X射线实验中发现的荧光的起源，在1895年发现铀盐自发地发射辐射并发现它们自己的天然放射性。皮埃尔和玛丽·居里随后将发现镭和钋，在1903年与亨利·贝可勒尔同时分享获得诺贝尔物理学奖。
在二战之前，法国曾经主要是通过约里奥-居里夫妇的工作参与核研究。1945年，法兰西共和国临时政府（GPRF）成立了国家原子能委员会（CEA）政府机构，自1942年以来一直是法国共产党（PCF）成员的诺贝尔奖获得者弗雷德里克·约里奥-居里（Frédéric Joliot-Curie）被任命为高级专员。 1950年，他因冷战期间的政治原因而卸任，后来成为1955年《罗素—爱因斯坦宣言》的11名宣言签署人之一。国家原子能委员会（CEA）由夏爾·戴高樂（Charles de Gaulle）于1945年10月18日创立。 在许多领域进行基础科学的和應用科學的研究，包括核反应堆的设计，集成电路的制造，放射性同位素在医疗中的使用，地震和海啸传播，以及计算机系统的安全性。
因为第四共和国的不稳定和缺乏可用的资金，核研究在战后被中断了一段时间。然而，在1950年代一个民用核研究计划启动，副产品将是钚。1956年，原子能军事应用的一个秘密委员会成立，并且运载工具开发计划启动。1957年，在苏伊士运河危机和与苏联和美国的外交紧张关系不久之后，法国总统勒内·科蒂（René Coty）决定成立C.S.E.M. 在当时的法属撒哈拉沙漠中，这是一个新的核试验设施，取代了联合特种设备测试中心(CIEES)的试验设施。参见法国和核武器。
法国电力公司的第一座核电厂在法国于1962年开业。

### 梅斯梅尔计划
作为1973年石油危机的一个直接结果是，在1974年3月6日法国总理皮埃尔·梅斯梅尔出人意料地宣布了后来被称为“梅斯梅尔计划”(Messmer Plan)的一个庞大的核电计划，目的是让法国全部的电力生产都来自于核能。 在石油危机的时候大部分法国的电力都来自外国石油。核能使法国通过运用其在重型工程的优势，以弥补本土能源资源的缺乏。这种情况被总结成一个口号：“在法国，我们没有石油，但我们有创意。”
梅斯梅尔计划的宣布是在没有公开辩论或议会辩论的情况下制定的，也导致了"核能信息科学家协会"的建立，是在约有4,000位科学家签署对政府行动的请愿书后形成的，该请愿书是在最初签署该协议的400位科学家之后提出的“400人的呼吁”。
该计划设想到1985年建设大约80座核电厂，于2000年共有170座核电厂。同一年第一批的三座核电厂的建设工作，在特里卡斯坦、格拉沃利讷和当皮埃尔启动，并且在未来15年法国安装了56座反应堆。

## 管理和经济学
法国电力公司（EDF）-该国的主要发电和配电公司-管理国家的59座核电站。 法国电力公司主要是由法国政府拥有的，大约85％的法国电力公司的股份掌握在政府手中 。78.9％的阿海珐股份是由法国公共部门公司原子能和替代能源委员会（CEA）所有，并因此属于公共所有。法国电力公司仍负债累累。在2008年开始的经济衰退期间，其盈利能力受到影响。

## 技术概况

法国核电站的建设进度（1970年-2000年）

2017年，法国共有19个运行的核电站，共有58个核电反应堆和1个在在建造中的欧洲压水反应堆(EPR);法国还有12座反应堆已经被永久关闭并被进入报废拆除程序。这些工厂中的每一个都包括2个或4个反应堆，但格拉沃利讷核电站（北部）除外，其中包括6个核反应堆。这些反应堆是属于压水反应堆。
58个核反应堆群体被分为：
- 34个900  MWe级的反应堆，其中包括6个CP0反应堆（费瑟奈姆和布吉），18个CP1和10个CP2设计。CP1和CP2按照术语CPY分组;
- 20个1300 MWe级的的反应堆，其中8台为P4设计，12台为P'4设计
- 4个N4设计的1450 MWe级的反应堆（Chooz和Civaux）。

所谓的第三代反应堆的压水反应堆称为欧洲压水反应堆(EPR)，目前正在弗拉芒维尔核电站的两座现有反应堆旁边建造。
核电占了整体电力生产如此大的比例对于法国是独一无二的。这种依赖性导致了其他核电项目的标准化设计和功能的某些必要的变化。例如，为了满足不断变化的全天的需求，一些核电厂必须作为调峰电厂，而在世界上大部分核电厂的运行是作为基本负荷电厂，并允许其他化石燃料或水力发电机组来适应需求。核电在法国具有大约77％的总容量因子，对于其负荷而言是低的。但是，可用性是大约84％，表明这些发电厂优秀的综合性能。
如今，所有运营的工厂都是压水反应堆。 钠冷快中子增殖反应堆技术开发反应堆鳳凰號（Phénix）和超級鳳凰號（Superphénix）已被关闭。 以ASTRID反应堆形式进行的更高级设计的工作终于在2019年9月被放弃。
所有的压水反应堆全部是由法玛通公司开发的（也就是现在的阿海珐公司），从西屋电气公司初始设计而来。所有压水反应堆工厂都是同一个设计的三个变化之一，具有900 MWe（兆瓦），1300 MWe，1450 MWe的输出功率。重复使用同一个设计标准的变化已经使法国核电厂的标准化达到世界上最大的程度。

### 900 MWe级别 (CP0, CP1, 和CP2设计)

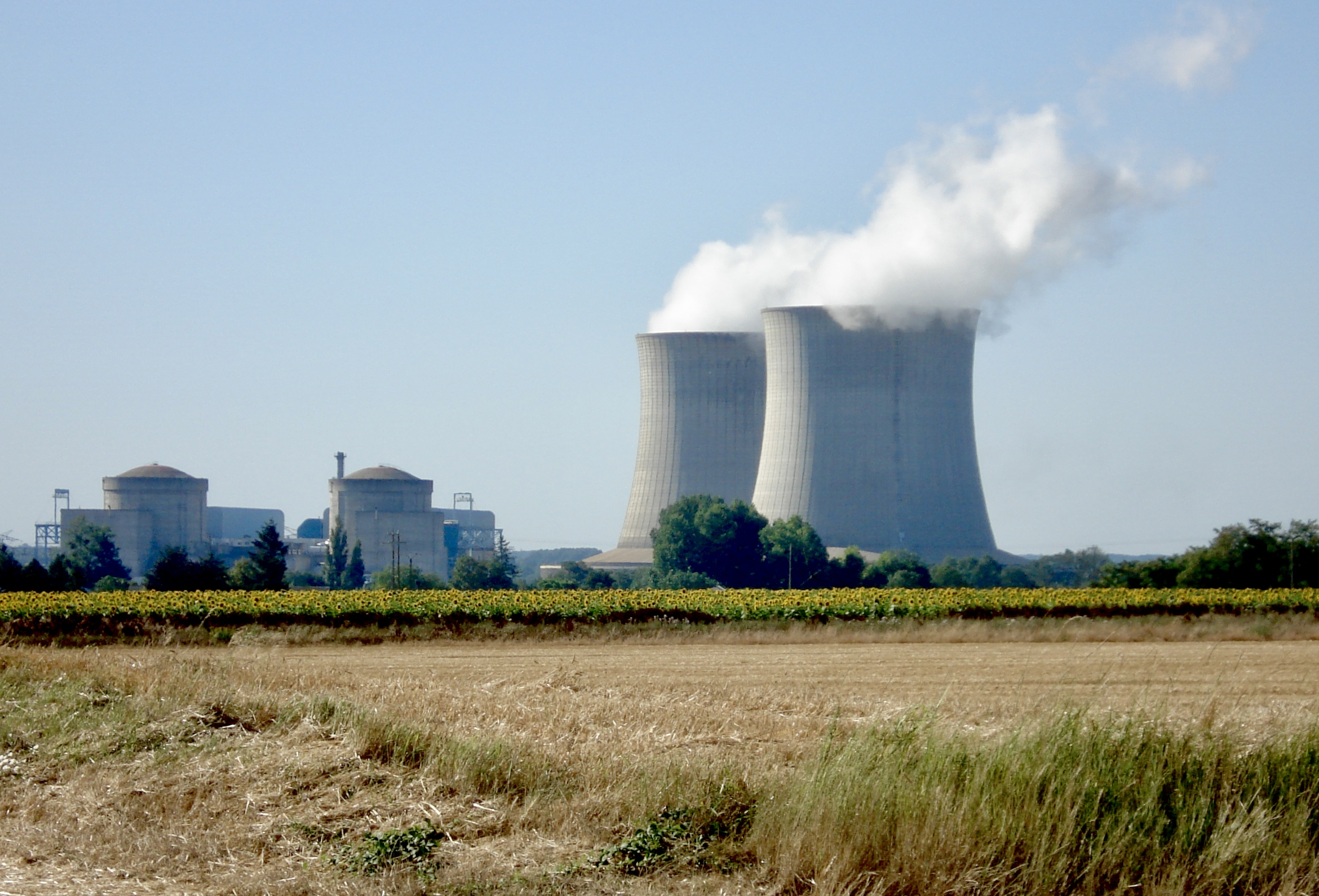
圣洛朗核电站, 显示两个900 MWe级的CP2压水反应堆和在右边的冷却塔。

卡特农核电站拥有4座1300 MWe级反应堆

这些反应堆共有34个正在运行; 大部分建于20世纪70年代和80年代初期。 在2002年，它们被进行了统一的审查，所有反应堆都获得了10年的延长寿命。
通过CP0和CP1设计，两个反应器共享相同的机器和指挥室。 通过CP2设计，每个反应堆都有自己的机器和指挥室。 除此之外，CP1和CP2使用相同的技术，这两种类型通常被称为CPY。 与CP0相比，它们在应急系统之间有一个额外的冷却回路，在发生事故时允许将水喷入安全壳，和包含有河水的回路，一个更灵活的控制系统以及建筑物布局上的一些细微差别。
这个三个回路设计（三台蒸汽发生器和三台主循环泵）也出口到其他一些国家，其中包括：
- 南非 - 科贝尔核电站（英语：Koeberg Nuclear Power Station）的两个机组
- 韩国 - 韓蔚核电站的两个机组
- 中华人民共和国：
  - 大亚湾核电站的两座机组
  - 岭澳核电站的两座机组
  - 后来发展成1000 MWe CPR-1000设计

### 1300 MWe级别 (P4和P'4设计)
这种设计有20个反应堆（四台蒸汽发生器和四台主循环泵）在法国运行。 P4和P'4型在建筑物的布局上有一些细微的差别，特别是对于包含燃料棒和电路的结构。

### 1450 MWe级别 (N4设计)

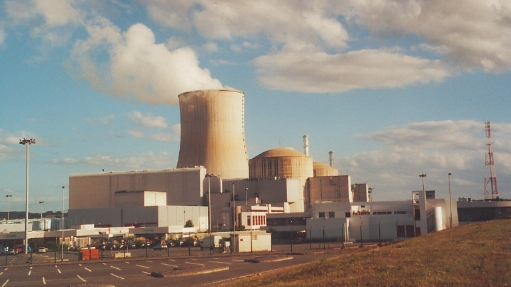
锡沃核电站拥有两台1450 MWe级别的反应堆，这是目前运行的最新设计。

这些反应堆中只有4个位于两个独立的地点：锡沃和绍村。 这些反应堆的建造工作始于1984年至1991年，但直到2000年至2002年才开始全面商业运行，因为散热系统存在热疲劳缺陷，需要在每个N4发电站重新设计和更换部件。 2003年，这些发电站全部被升高到1500 MWe。

### 1650 MWe级别（EPR设计）
法国反应堆的下一代设计是欧洲压水堆（EPR），这个反应堆应用的范围将比法国的范围更广，在芬兰有一个工厂，正在建设中的两个在中国，还有两个在英国。第一个法国欧洲压水堆正在弗拉芒维尔核电站(Flamanville)建设中。由于延误和成本超支，现在计划在2017年完成。Penly核电厂计划新增EPR反应堆，但这个项目现在已经被放弃了。
在2013年，法国电力公司承认了建设EPR设计的困难。 2015年9月，法国电力公司的首席执行官让-贝尔纳·莱维（Jean-Bernard Lévy）表示，“新型号”EPR的设计工作正在进行，这将更容易的，更便宜的建造，预计将在2020年左右可以订购。

### 冷却

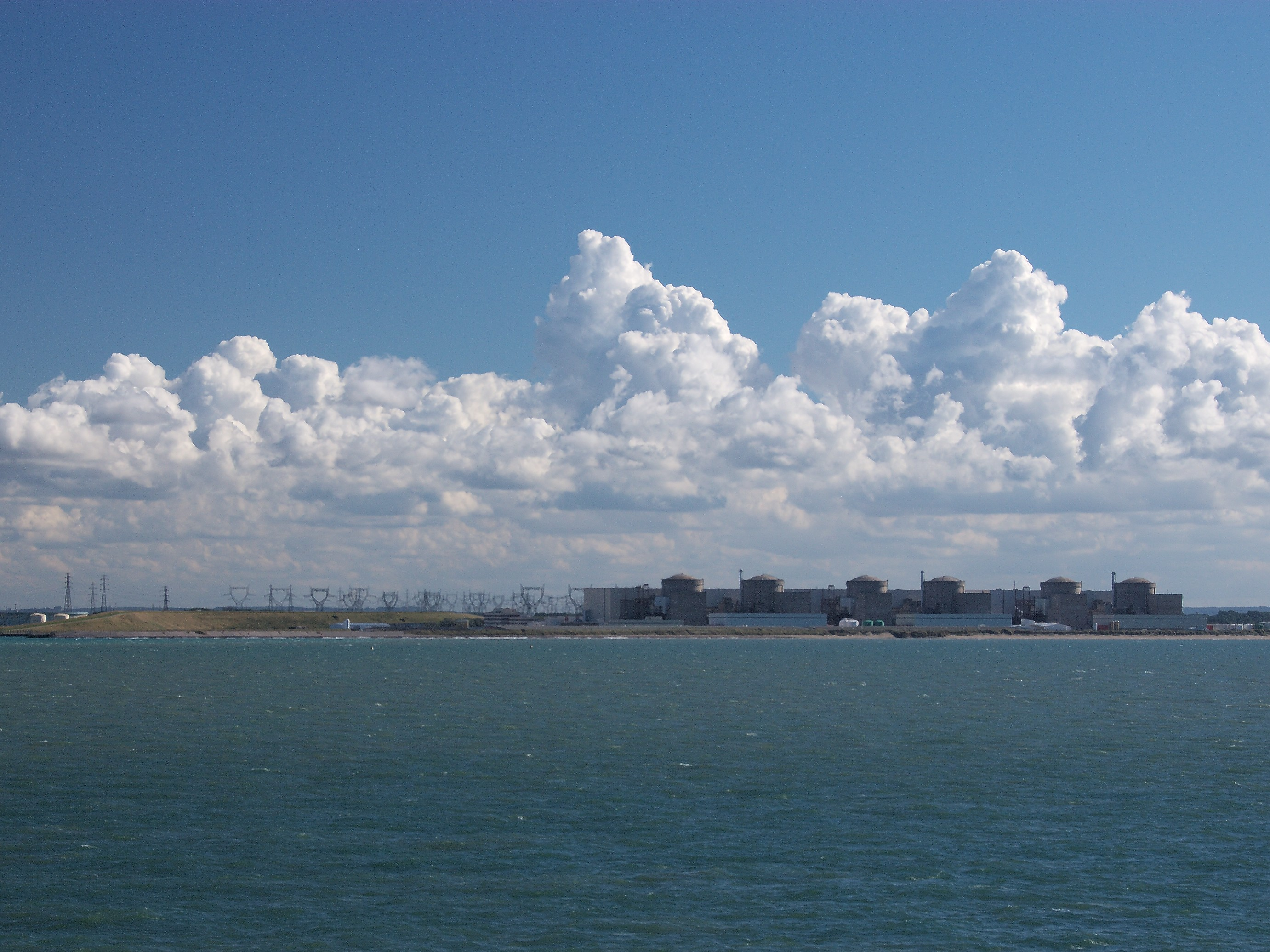
格拉沃利讷核电站位于在加来和敦刻尔克之间的北海。

法国大部分核电站位于远离海岸的地方，并从河流中获取冷却水。 这些工厂采用冷却塔来减少对环境的影响。 携带废热的排放水温度受法国政府严格限制，在最近的热浪中已证明这是有问题的。
五座工厂，等于18座反应堆坐落于海岸：
- 格拉沃利讷核电站
- 庞利核电站（英语：Penly Nuclear Power Plant）
- 帕吕埃勒核电站
- 弗拉芒维尔核电站（英语：Flamanville Nuclear Power Plant）
- 布拉耶核电站（英语：Blayais Nuclear Power Plant）

这五个直接从海洋获得冷却水，因此可以将废热直接排放回海中，这样稍微更经济一些。

### 核燃料循环

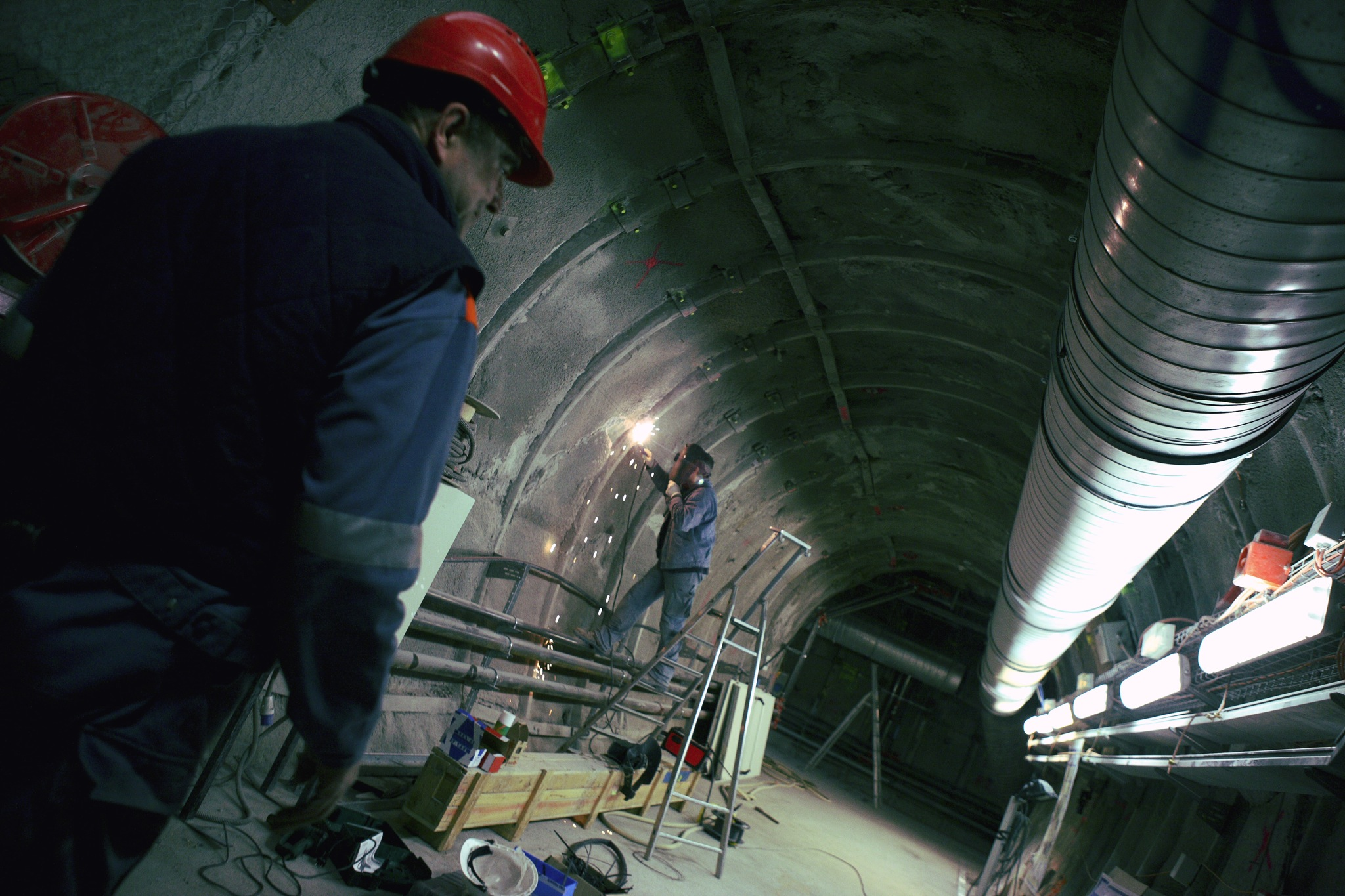
现行进行工作的最终地下储存库

法国是世界上为数不多的拥有一个现行的核燃料再处理项目的国家之一，在COGEMA拉阿格区（La Hague Site）。 在特里卡斯坦核电站进行浓缩工作，某些混合氧化物核燃料(MOX燃料)制造和其他活动。浓缩是完全国内的，由特里卡斯坦核电站产量的2/3供电。 美国和日本已对其他国家的燃料进行后处理，他们表示希望发展类似于法国取得的更加封闭的燃料循环。 MOX燃料制造服务也已出售给其他国家，特别是美国的"Megatons to Megawatts"计划，使用拆除核武器中的钚。
高水平核废料的最终处置已经被计划在默兹/上马恩省（Meuse / Haute Marne）地层研究实验室深部地质处置库。

## 核電站列表
| 论 编            |        |                    |         |        |               |                |                |                |
| 名稱             | 反應爐 | 反應爐             | 反應爐  | 狀態   | 裝置容量 (MW) | 動工           | 商业运营       | 關閉           |
| 名稱             | 編號   | 種類               | 模組    | 狀態   | 裝置容量 (MW) | 動工           | 商业运营       | 關閉           |
| 希农核电站       | A-1    | 石墨氣冷反應爐     | UNGG    | 已除役 | 70            | 1957年2月1日   | 1964年2月1日   | 1973年4月16日  |
| 希农核电站       | A-2    | 石墨氣冷反應爐     | UNGG    | 已關閉 | 180           | 1959年8月1日   | 1965年2月24日  | 1985年6月14日  |
| 希农核电站       | A-3    | 石墨氣冷反應爐     | UNGG    | 已關閉 | 360           | 1961年3月1日   | 1966年8月4日   | 1990年6月15日  |
| 希农核电站       | B-1    | 壓水反應爐         | CP2     | 營運中 | 905           | 1977年3月1日   | 1984年2月1日   |                |
| 希农核电站       | B-2    | 壓水反應爐         | CP2     | 營運中 | 905           | 1977年3月1日   | 1984年8月1日   |                |
| 希农核电站       | B-3    | 壓水反應爐         | CP2     | 營運中 | 905           | 1980年10月1日  | 1987年3月4日   |                |
| 希农核电站       | B-4    | 壓水反應爐         | CP2     | 營運中 | 905           | 1981年2月1日   | 1988年4月1日   |                |
| 绍村核电站       | A-1    | 壓水反應爐         | CHOOZ-A | 已除役 | 305           | 1962年1月1日   | 1967年4月15日  | 1991年10月30日 |
| 绍村核电站       | B-1    | 壓水反應爐         | N4      | 營運中 | 1500          | 1984年1月1日   | 2000年5月15日  |                |
| 绍村核电站       | B-2    | 壓水反應爐         | N4      | 營運中 | 1500          | 1984年1月1日   | 2000年5月15日  |                |
| 布雷尼利斯核电站 | 1      | 氣體冷卻重水反應爐 |         | 已關閉 | 70            | 1962年7月1日   | 1968年6月1日   | 1985年7月31日  |
| 圣洛朗核电站     | A-1    | 石墨氣冷反應爐     | UNGG    | 已關閉 | 390           | 1963年10月1日  | 1969年6月1日   | 1990年4月18日  |
| 圣洛朗核电站     | A-2    | 石墨氣冷反應爐     | UNGG    | 已關閉 | 465           | 1966年1月1日   | 1971年11月1日  | 1992年5月27日  |
| 圣洛朗核电站     | B-1    | 壓水反應爐         | CP2     | 營運中 | 915           | 1976年5月1日   | 1983年8月1日   |                |
| 圣洛朗核电站     | B-2    | 壓水反應爐         | CP2     | 營運中 | 915           | 1976年7月1日   | 1983年8月1日   |                |
| 比热核电站       | 1      | 石墨氣冷反應爐     | UNGG    | 已關閉 | 540           | 1965年12月1日  | 1972年7月1日   | 1994年5月27日  |
| 比热核电站       | 2      | 壓水反應爐         | CP0     | 營運中 | 910           | 1972年11月1日  | 1979年3月1日   |                |
| 比热核电站       | 3      | 壓水反應爐         | CP0     | 營運中 | 910           | 1973年9月1日   | 1979年3月1日   |                |
| 比热核电站       | 4      | 壓水反應爐         | CP0     | 營運中 | 880           | 1974年6月1日   | 1979年7月1日   |                |
| 比热核电站       | 5      | 壓水反應爐         | CP0     | 營運中 | 880           | 1974年7月1日   | 1980年1月3日   |                |
| 比热核电站       | 6      | 壓水反應爐         | EPR2    | 计划   | 1670          |                |                |                |
| 比热核电站       | 7      | 壓水反應爐         | EPR2    | 计划   | 1670          |                |                |                |
| 鳳凰號反應爐     | 1      | 快中子增殖反應堆   | PH-250  | 已關閉 | 130           | 1968年11月1日  | 1974年7月14日  | 2010年2月1日   |
| 费瑟奈姆核电站   | 1      | 壓水反應爐         | CP0     | 已關閉 | 880           | 1971年9月1日   | 1978年1月1日   | 2020年2月22日  |
| 费瑟奈姆核电站   | 2      | 壓水反應爐         | CP0     | 已關閉 | 880           | 1972年2月1日   | 1978年4月1日   | 2020年6月29日  |
| 特里卡斯坦核电站 | 1      | 壓水反應爐         | CP1     | 營運中 | 915           | 1974年11月1日  | 1980年12月1日  |                |
| 特里卡斯坦核电站 | 2      | 壓水反應爐         | CP1     | 營運中 | 915           | 1974年12月1日  | 1980年12月1日  |                |
| 特里卡斯坦核电站 | 3      | 壓水反應爐         | CP1     | 營運中 | 915           | 1975年4月1日   | 1981年5月11日  |                |
| 特里卡斯坦核电站 | 4      | 壓水反應爐         | CP1     | 營運中 | 915           | 1975年5月1日   | 1981年11月1日  |                |
| 当皮埃尔核电站   | 1      | 壓水反應爐         | CP1     | 營運中 | 890           | 1975年2月1日   | 1980年9月10日  |                |
| 当皮埃尔核电站   | 2      | 壓水反應爐         | CP1     | 營運中 | 890           | 1975年4月1日   | 1981年2月16日  |                |
| 格拉沃利讷核电站 | 1      | 壓水反應爐         | CP1     | 營運中 | 910           | 1975年2月1日   | 1980年11月25日 |                |
| 格拉沃利讷核电站 | 2      | 壓水反應爐         | CP1     | 營運中 | 910           | 1975年3月1日   | 1980年12月1日  |                |
| 格拉沃利讷核电站 | 3      | 壓水反應爐         | CP1     | 營運中 | 910           | 1975年12月1日  | 1981年6月1日   |                |
| 格拉沃利讷核电站 | 4      | 壓水反應爐         | CP1     | 營運中 | 910           | 1976年4月1日   | 1981年10月1日  |                |
| 格拉沃利讷核电站 | 5      | 壓水反應爐         | CP1     | 營運中 | 910           | 1979年10月1日  | 1985年1月15日  |                |
| 格拉沃利讷核电站 | 6      | 壓水反應爐         | CP1     | 營運中 | 910           | 1979年10月1日  | 1985年10月25日 |                |
| 格拉沃利讷核电站 | 7      | 壓水反應爐         | EPR2    | 计划   | 1670          |                |                |                |
| 格拉沃利讷核电站 | 8      | 壓水反應爐         | EPR2    | 计划   | 1670          |                |                |                |
| 超級鳳凰反應爐   | 1      | 快中子增殖反應堆   | Na-1200 | 已關閉 | 1200          | 1976年12月13日 | 1986年12月1日  | 1998年12月31日 |
| 布拉耶核电站     | 1      | 壓水反應爐         | CP1     | 營運中 | 910           | 1977年1月1日   | 1981年12月1日  |                |
| 布拉耶核电站     | 2      | 壓水反應爐         | CP1     | 營運中 | 910           | 1977年1月1日   | 1983年2月1日   |                |
| 布拉耶核电站     | 3      | 壓水反應爐         | CP1     | 營運中 | 910           | 1978年4月1日   | 1983年11月14日 |                |
| 布拉耶核电站     | 4      | 壓水反應爐         | CP1     | 營運中 | 910           | 1978年4月1日   | 1983年10月1日  |                |
| 帕吕埃勒核电站   | 1      | 壓水反應爐         | P4      | 營運中 | 1330          | 1977年8月15日  | 1985年12月1日  |                |
| 帕吕埃勒核电站   | 2      | 壓水反應爐         | P4      | 營運中 | 1330          | 1978年1月1日   | 1985年12月1日  |                |
| 帕吕埃勒核电站   | 3      | 壓水反應爐         | P4      | 營運中 | 1330          | 1979年2月1日   | 1986年2月1日   |                |
| 帕吕埃勒核电站   | 4      | 壓水反應爐         | P4      | 營運中 | 1330          | 1980年2月1日   | 1986年6月1日   |                |
| 克吕阿斯核电站   | 1      | 壓水反應爐         | CP2     | 營運中 | 915           | 1978年8月1日   | 1984年4月2日   |                |
| 克吕阿斯核电站   | 2      | 壓水反應爐         | CP2     | 營運中 | 915           | 1978年11月15日 | 1985年4月1日   |                |
| 克吕阿斯核电站   | 3      | 壓水反應爐         | CP2     | 營運中 | 915           | 1979年4月15日  | 1984年9月10日  |                |
| 克吕阿斯核电站   | 4      | 壓水反應爐         | CP2     | 營運中 | 915           | 1979年10月1日  | 1985年2月11日  |                |
| 圣阿尔邦核电站   | 1      | 壓水反應爐         | P4      | 營運中 | 1335          | 1979年1月29日  | 1986年5月1日   |                |
| 圣阿尔邦核电站   | 2      | 壓水反應爐         | P4      | 營運中 | 1335          | 1979年7月31日  | 1987年3月1日   |                |
| 卡特农核电站     | 1      | 壓水反應爐         | P4      | 營運中 | 1300          | 1979年10月29日 | 1987年4月1日   |                |
| 卡特农核电站     | 2      | 壓水反應爐         | P4      | 營運中 | 1300          | 1980年7月28日  | 1988年2月1日   |                |
| 卡特农核电站     | 3      | 壓水反應爐         | P4      | 營運中 | 1300          | 1982年6月15日  | 1991年2月1日   |                |
| 卡特农核电站     | 4      | 壓水反應爐         | P4      | 營運中 | 1300          | 1983年9月28日  | 1992年1月1日   |                |
| 弗拉芒维尔核电站 | 1      | 壓水反應爐         | P4      | 營運中 | 1330          | 1979年12月1日  | 1986年12月1日  |                |
| 弗拉芒维尔核电站 | 2      | 壓水反應爐         | P4      | 營運中 | 1330          | 1980年5月1日   | 1987年3月9日   |                |
| 弗拉芒维尔核电站 | 3      | 壓水反應爐         | EPR     | 建造中 | 1600          | 2007年12月3日  | (2024年)       |                |
| 诺让核电站       | 1      | 壓水反應爐         | P4      | 營運中 | 1310          | 1981年5月26日  | 1988年2月24日  |                |
| 诺让核电站       | 2      | 壓水反應爐         | P4      | 營運中 | 1310          | 1982年1月1日   | 1989年5月1日   |                |
| 贝尔维尔核电站   | 1      | 壓水反應爐         | P4      | 營運中 | 1310          | 1980年5月1日   | 1988年6月1日   |                |
| 贝尔维尔核电站   | 2      | 壓水反應爐         | P4      | 營運中 | 1310          | 1980年8月1日   | 1989年1月1日   |                |
| 贝尔维尔核电站   | 3      | 壓水反應爐         | CP1     | 營運中 | 890           | 1975年9月1日   | 1981年5月27日  |                |
| 贝尔维尔核电站   | 4      | 壓水反應爐         | CP1     | 營運中 | 890           | 1975年12月1日  | 1981年11月20日 |                |
| 庞利核电站       | 1      | 壓水反應爐         | P4      | 營運中 | 1330          | 1982年9月1日   | 1990年12月1日  |                |
| 庞利核电站       | 2      | 壓水反應爐         | P4      | 營運中 | 1330          | 1984年8月1日   | 1992年11月1日  |                |
| 庞利核电站       | 3      | 壓水反應爐         | EPR2    | 计划   | 1670          | 2024年         |                |                |
| 庞利核电站       | 4      | 壓水反應爐         | EPR2    | 计划   | 1670          | 2024年         |                |                |
| 戈尔费什核电站   | 1      | 壓水反應爐         | P4      | 營運中 | 1310          | 1982年11月17日 | 1991年2月1日   |                |
| 戈尔费什核电站   | 2      | 壓水反應爐         | P4      | 營運中 | 1310          | 1984年10月1日  | 1994年3月4日   |                |
| 锡沃核电站       | 1      | 壓水反應爐         | N4      | 營運中 | 1495          | 1988年10月15日 | 2002年1月29日  |                |
| 锡沃核电站       | 2      | 壓水反應爐         | N4      | 營運中 | 1495          | 1991年4月1日   | 2002年4月23日  |                |

## 核事故与事件
| 日期           | 地点             | 描述 | 成本 (以百万美元计 2006年US$) |
| -------------- | ---------------- | --- | ----------------------------- |
| 1969年10月17日 | 法国，圣洛朗     | 在圣洛朗核电站的一座反应堆中，50公斤铀开始融化，这是一次事件，属于國際核事件分級表（INES）的“第4级”。 截至2011年3月，这仍是法国最严重的民用核电事件。 | ?                             |
| 1979年7月25日  | 法国，萨克雷     | 放射性流体渗入设计用于普通废物的排水管中，渗入Saclay BL3反应堆的当地流域                                                                              | 5                             |
| 1980年3月13日  | 法国，卢瓦-谢尔  | 发生故障的冷却系统在圣洛朗核电站A2反应堆将燃料元件熔合在一起，破坏燃料组件并强制延长停堆                                                              | 22                            |
| 1984年4月14日  | 法国，比热       | 法国比热核电站指挥中心的电缆故障，迫使一个反应堆完全关闭                                                                                              | 2                             |
| 1986年5月22日  | 法国，诺曼底     | 一家位于拉海格区(La Hague Site)的再处理厂发生故障，使工作人员面临不安全的辐射水平，迫使5人住院治疗                                                    | 5                             |
| 1987年4月12日  | 法国，特里卡斯坦 | 特里卡斯坦快中子增殖反应堆泄漏冷却液，六氯化钠和六氯化铀，造成7名工人受伤并污染供水                                                                   | 50                            |
| 1999年12月27日 | 法国，布拉耶     | 一场意外强烈的暴风雨肆虐了布拉耶核电站，在注水泵和安全壳系统因水损坏而失效后被迫紧急关闭                                                              | 55                            |
| 2002年1月21日  | 法国，芒什       | 控制系统和安全阀在不正确安装冷凝器后失败，迫使2个月的停产                                                                                             | 102                           |
| 2005年5月16日  | 法国，洛林       | 卡特农核电站的2号核反应堆的不合标准的电缆在电力隧道中引发火灾，损坏安全系统                                                                           | 12                            |
| 2008年7月13日  | 法国，特里卡斯坦 | 含有75公斤天然铀的数千升溶液不慎被洒在地上，并流入附近的一条河流                                                                                      | 7                             |
| 2009年8月12日  | 法国，格拉沃利讷 | 装配系统未能正确地从核电站拔出乏燃料棒，导致燃料棒的阻塞，和反应堆关闭                                                                                | 2                             |
| 2011年9月12日  | 法国，马尔库尔   | 在马尔库尔核电站发生爆炸事件中，1人死亡，4人受伤，其中1人严重受伤。爆炸发生在用于熔化金属废料的炉子中，并不代表一个核事件。                           | ?                             |

2017年10月，法国电力公司宣布将修复20座核反应堆的消防安全系统管道，因为在发现某些管道部分的太薄的金属后而需要提高地震安全性。 法国电力公司将其列为國際核事件分級表的第2级（事件）。

## 核安全
2006年，作为独立的法国核安全监管机构，成立了法國原子能安全委員會（ASN），取代核安全和辐射防护总指导。
2012年，ASN发布了一份报告，宣布全国所有反应堆全面安全升级。 ASN的报告明确指出，冷却剂或电力的损失在最坏的情况下可能会在几个小时内看到核反应堆的熔毁。 它还列出了在“压力测试”期间发现的许多缺陷，其中发现工厂的某些安全方面不符合现有标准。现在要求所有发电厂建立一套作为最后的手段的安全系统，包含在掩体内，这些掩体将比工厂本身设计用于应对更加极端的地震，洪水和其他威胁。 它还将通过法国电力公司的建议，组建一支经过专门培训来解决核事故的精英部队，并可在数小时内部署到任何地点。 这两个举措都是对福岛第一核电站事故的回应。

### 地震活动

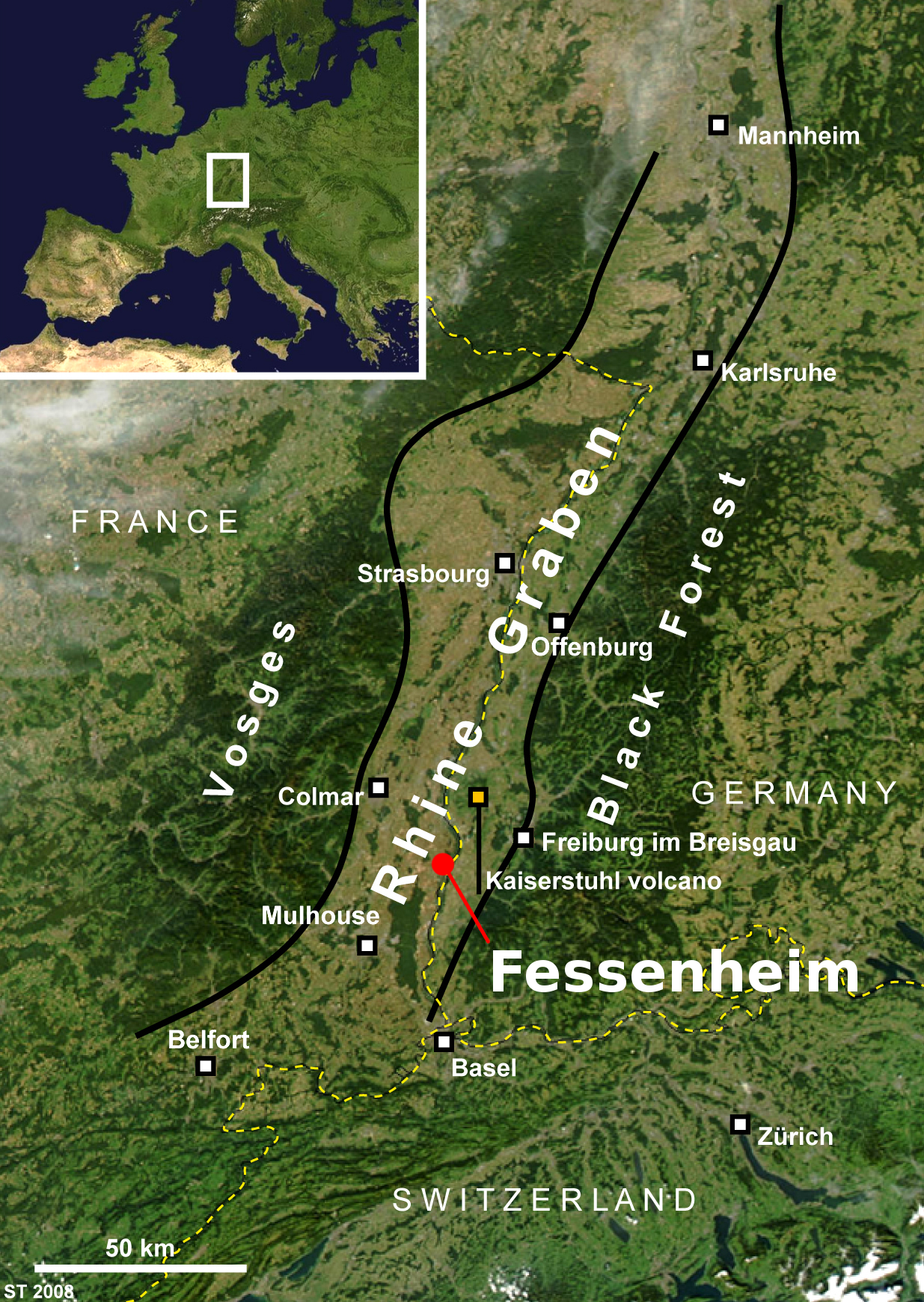
位于造成1356年巴塞尔地震的断层附近的莱茵大裂谷的费瑟奈姆核电站的位置正在引起关注。

继2011年福岛第一核电站事故之后，法国更加关注与地震活动相关的风险，特别关注费瑟奈姆核电站。
法国的一般地震风险分为五个等级，从风险非常低的第1级区，一直到风险“非常强”的第5级区。 在法国本土地区，风险最高的地区被评为第4级的“强度”，位于比利牛斯山，阿尔卑斯山，上莱茵省的南部，贝尔福地区，和杜省的一些乡镇。新的分区地图于2011年5月1日生效，大大提高了许多地区的风险评分。
卡达拉舍(Cadarache)的主要核研究设施位于曾导致1909年Lambesc地震的断层附近的第4级区，而马尔库尔研究中心和特里卡斯坦，Cruas，Saint-Alban，Bugey和费瑟奈姆的核电厂（靠近曾导致1356年巴塞尔地震的断层）都在第3级区内。另外6个工厂位于第2级区内。
评估核电厂地震风险的当前过程记载于辐射防护和核安全研究所出版的《Règle Fondamentale de Sûreté（基本安全规则）RFS 2001-01》，该研究使用更详细的地震构造带。《RFS 2001-01》取代了1981年发布的《RFS I.2.c》，但是它一直受到批评，因为它继续需要一个确定性评估（而不是概率风险评估方法），主要依赖于站区附近最强的“历史上已知的”地震。

## 公众意见

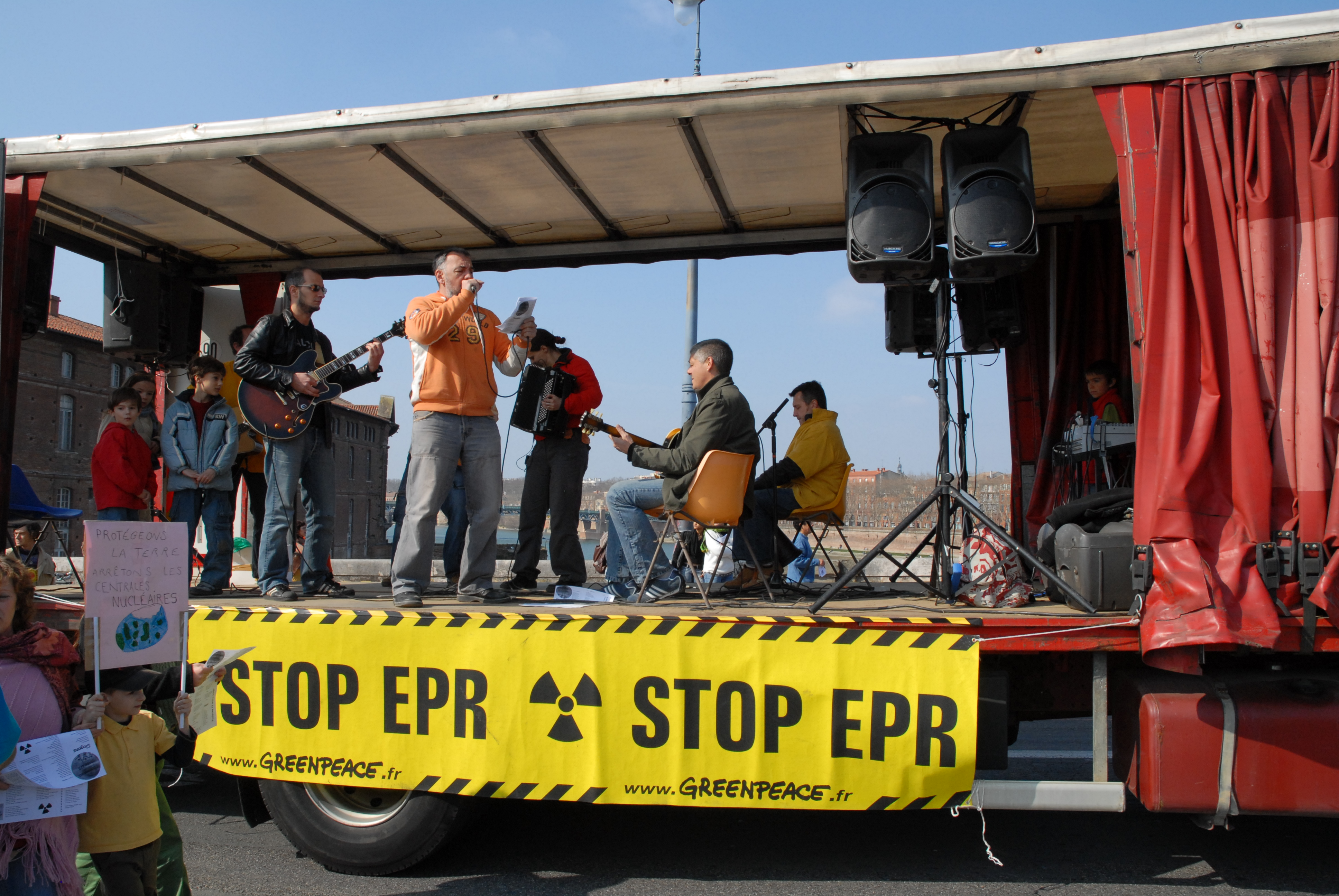
抗议新的法国核电厂（2007年3月）

在2011年福岛第一核电站事故发生后，3月底OpinionWay公司的一个民意调查显示法国57％的人口反对法国的核能。 在事故发生后的几天内，TNS-Sofres民意调查发现55％赞成核电。2006年，英国广播公司BBC / GlobeScan的民意测验发现57％的法国人反对核能。
2001年5月，益普索的一项民意调查发现，近70％的人口对核电具有“良好意见”，然而56％的人更喜欢不住在核电站附近，相同比例认为“类似切尔诺贝利核事故的事故” 可能发生在法国。同样的益普索调查显示，50％的人认为核电是解决温室效应问题的最佳方式，88％的人认为这是继续使用核电的主要原因。
从历史上看，这一立场总体上是有利的，约有三分之二的人口强烈支持核电， 而戴高乐派，社会党和共产党也都赞成。
当锡沃核电站于1997年建成时，声称受到当地社区的欢迎：
在法国，与美国不同，核能被接受，甚至受欢迎。 我在锡沃所交谈的每个人都喜欢他们所在地区的选择。 核电厂给该地区带来了就业机会和繁荣。 与我交谈的人中没有人表示过任何恐惧。
受欢迎的支持有多种理由被提到; 民族独立感，和减少对外国石油的依赖，减少温室气体，以及对大型技术项目（如法国高速列车（TGV），[其高速线由这些核电厂供电]和协和式客机Concorde）的文化兴趣。

### 反核运动
在1970年代，出现了由公民团体和政治行动委员会组成的法国反核运动。 在1975年至1977年间，有175,000人在10次示威中抗议核电。
2004年1月，多达15,000名反核抗议者在巴黎游行抗议新一代核反应堆 - 欧洲压水反应堆（EPR）。 2007年3月17日，由"核能淘汰组织"（Sortir du Nucléaire）的同时抗议活动在5个法国城镇举行，抗议建设欧洲压水反应堆电厂。
日本2011年福岛核灾难发生后，数千人在法国各地展开反核抗议活动，要求反应堆关闭。 抗议者的要求集中在让法国关闭最古老的菲森海姆核电站（Fessenheim）。 许多人还对法国第二大的卡特农核电站提出抗议。
2011年11月，数千名反核示威者推迟了从法国到德国的运载放射性废料的一列火车。自从1995年放射性废料年度运输开始以来，许多冲突和障碍使这一次的旅程成为最慢的一次。同样在2011年11月，法国一家法院判处核电巨头法国电力公司被处罚150万欧元，并囚禁从事对绿色和平的间谍活动的其2名高级雇员，罪行包括以黑客手段进入绿色和平组织的电脑系统。 绿色和平组织获得50万欧元的赔偿。
在福岛第一核电站事故1周年之际，法国反核示威的组织者声称，6万名支持者形成了一条230公里长的人链，从里昂延伸到阿维尼翁。奥地利总理维尔纳·法伊曼（Werner Faymann）预计在2012年至少在6个欧盟国家开始反核请愿，目标是驱动让欧盟放弃核电。
2014年3月，警方逮捕了57名绿色和平组织示威者，他们使用卡车突破安全屏障并进入法国东部的费瑟奈姆核电站。 激进分子悬挂着反核旗帜，但法国核安全机构表示该工厂的安全并未受到影响。 尽管奥朗德总统承诺到2016年关闭费瑟奈姆，而绿色和平组织继续要求立即关闭，但是费瑟奈姆核电站继续运行，没有任何问题。

## 核聚变研究
核聚变项目国际热核聚变实验反应堆（ITER）正在法国南部建造世界上最大和最先进的实验托卡马克核聚变反应堆。 该项目是欧盟（EU），印度，日本，中国，俄罗斯，韩国和美国之间的合作项目，旨在从等离子体物理实验研究转变为电力生产的聚变发电厂。国际绿色和平组织发表新闻声明，批评政府资助国际热核聚变实验反应堆，认为资金应该转移到可再生能源上，并声称聚变能源会导致核废料和核武器扩散问题。

## 参阅
- 核能政策（英语：Nuclear energy policy）
- 法国的反核运动（英语：Anti-nuclear movement in France）
- 法國政治
- 弗雷德里克·约里奥-居里

公司
- 法国电力公司（EDF）
- 原子能和替代能源委员会（CEA）

## 外部連結
- （英文）法國的核電計劃 （页面存档备份，存于），由世界核協會（英语：World Nuclear Association）編寫
- （英文）The reality of France's aggressive nuclear power push in Bulletin of the Atomic Scientists
- （英文）Interview with 1984 U.S. Ambassador to France from the Dean Peter Krogh Foreign Affairs Digital Archives （页面存档备份，存于）
- （英文）世界核工业情况报告网站 （页面存档备份，存于）
- （英文）Radioactivity.eu.com - 法国核能 （页面存档备份，存于）